# La cosquillita
La Cosquillita es el sencillo principal del séptimo álbum de estudio de Juan Luis Guerra, Fogarate!. Fue lanzado el 21 de junio de 1994 por Karen Records. La pista tiene estilo de merengue típico o también llamado Perico Ripiao. El tema fue escrito y producido con la colaboración del acordeonista dominicano Francisco Ulloa y su banda. Sobre el éxito del tema, Guerra afirmó "Con el 'perico ripiao' estamos haciendo lo mismo que hicimos con la 'bachata', rompiendo las barreras que impiden que llegue a toda la sociedad dominicana, y luego exportarlo". La canción alcanzó el Top 20 en las listas Latin Airplay de España, República Dominicana, Puerto Rico, Venezuela y Estados Unidos.
La Cosquillita recibe críticas positivas por parte de la crítica. El video musical ocupó el puesto número 4 en la lista de los diez mejores videos musicales mundiales de 1994 de The Beat. La canción recibió un premio de Broadcast Music, Inc. (BMI) Premio Latino en 1996. La canción es uno de los grandes éxitos de Guerra. Se incluyó en Grandes Éxitos Juan Luis Guerra y 440.

## Lista de canciones
- CD sencillo de EE. UU. (1994) [8]
  1. La Cosquillita – 3:40
  2. El Farolito – 3:42
  3. Vivir – 4:00
- España 12", Maxi-Single, 45 RPM (1994) [9]
  1. La Cosquillita – 3:40
  2. Oprobio - 2:48

## Listas
| Listas (1994)                          | Posición |
| -------------------------------------- | -------- |
| Dominican Airplay (UPI)                | 1        |
| Europe Southwest Airplay (Músic&Media) | 12       |
| España (AFYVE)                         | 6        |
| Puerto Rico Top 25 (Cashbox)           | 13       |
| Hot Latin Songs (Billboard)            | 6        |
| EE. UU. Miami Top 25 (Cashbox)         | 4        |
| EE. UU. Nueva York Top 25 (Cashbox)    | 7        |
| Venezuela Airplay (UPI)                | 10       |